# 豪斯医生 (第四季)
《豪斯醫生》是一部美國醫療劇，第四季於2007年9月25日至2008年5月19日由福克斯廣播公司在美國首播。
劇集以虛構的新澤西州普林斯頓–普萊恩斯堡教學醫院（PPTH）爲中心，講述其中診斷醫學部在乖張名醫格里高利·豪斯帶領下問診疑難雜症的故事。

## 演員與角色

### 主角
格里高利·豪斯——休·勞瑞飾
普林斯頓–普萊恩斯堡教學醫院（PPTH）診斷醫學部主任，病理學和腎臟科住院醫師、傳染病專家及重症醫師
莉莎·卡迪——莉瑟·埃德爾斯廷飾
内分泌學家，醫學院院長兼醫院行政總管（1–7季）
詹姆斯·威爾遜——羅伯·蕭恩·萊納德飾
腫瘤學部主任，豪斯好友
埃里克·福爾曼——奧馬爾·愛普斯飾
神經内科醫師，診斷醫學部高級醫師（1–7季）和主任（第6季）、醫學院院長（第8季）
羅伯特·蔡斯——傑西·斯賓塞飾
外科醫師和重症醫學專家，診斷醫學部高級醫師（1–3、6–8季）及主任（大結局）、外科學部（4–5季），福爾曼好友
艾莉森·卡梅倫——詹妮弗·莫里森飾
免疫學家，診斷醫學部高級醫師（1–3、6季）、急診室高級主治醫師及部門主任（4–5季）、芝加哥急診醫學部主任（大結局），愛慕豪斯、福爾曼好友並與蔡斯成婚（5–6季）

### 常設
克里斯·陶布——彼得·雅各布森飾
診斷醫學部醫師（4–8季）、申請候選人#39，此前因婚外情敗露、保全婚姻而結束其整形外科執業生涯
13/蕾蜜·海德利——奧利維亞·王爾德飾
内科醫師，診斷醫學部醫師（4–8季）、申請候選人#13，和哥哥均遺傳母親的亨廷頓病，與福爾曼交往（5–6季）
勞倫斯·卡特納——凱爾·潘飾
運動醫學專家，診斷醫學部醫師（4–5季）、申請候選人#6，爬行距離吉尼斯世界紀錄保持者，於第5季末自殺離世
安珀·沃拉基斯——安妮·杜德克飾
介入放射醫師、申請候選人#24，爲人處世不擇手段，豪斯稱之爲“心機婊”
傑弗里·科爾——艾迪·蓋瑟吉飾
醫學遺傳學家、申請候選人#18，摩門教單親爸爸，豪斯稱之爲“大愛”和“黑摩門”
特拉維斯·布倫南——安迪·科莫飾
流行病學家、申請候選人#37，豪斯稱之爲“臭臉”，曾於無國界醫生工作8年、為與未婚妻成婚定居新澤西州而申請職位，後因投毒僞造治愈小兒麻痹症被迫退出
亨利·多布森——卡門·阿真齊亞諾飾
申請候選人#26，於哥倫比亞大學醫學院招生辦公室工作的30年内旁聽院内所有課程，豪斯稱之爲“綿羊仔”“超級老騙子”和“博斯利”
薩米拉·泰齊——邁克爾·米歇爾飾
診斷醫學家，因豪斯提供工作機會從中央情報局離職
喬迪·德賽——米拉·辛漢飾
獸醫和醫生，申請候選人#32
雙胞胎姊妹——梅琳達和凱特琳·達爾飾
申請候選人#15A和#15B，習慣於相互爭論拆台
瑞秋·陶布——詹妮弗·克麗絲托·佛利飾
克里斯·陶布的妻子，兩人於第7季中離婚
勞倫斯·胡拉尼——毛里斯·戈丁飾
外科醫師，時常被豪斯擠占手術室使用安排

## 劇集
| 總集數 | 集數 （季） | 標題                                | 導演                | 編劇                                                                                      | 首播日期       | 美國收視人數 （百萬） |
| --- | ----------- | ----------------------------------- | ------------------- | ----------------------------------------------------------------------------------------- | -------------- | --------------------- |
| 71 | 1           | 獨自 Alone                          | 傑蘭·薩拉菲揚       | 劇本創作 ：彼得·布萊克 故事構思 ：彼得·布萊克 & 大衛·肖爾                                 | 2007年9月25日  | 14.52                 |
| 最後診斷：藥物相互作用、震顫譫妄、避孕藥相關的内部出血和頭孢菌素過敏反應（麗茲·馬斯特斯，被誤認作梅根·布拉德伯里）   |             |                                     |                     |                                                                                           |                |                       |
| 72 | 2           | 必要品質 The Right Stuff            | 傑蘭·薩拉菲揚       | 多麗絲·伊根 & 萊納德·迪克                                                                 | 2007年10月2日  | 17.44                 |
| 最後診斷：希佩爾–林道綜合徵（格蕾塔·庫珀）                                                                           |             |                                     |                     |                                                                                           |                |                       |
| 73 | 3           | 97秒 97 Seconds                     | 大衛·普拉特         | 羅素·弗倫德 & 蓋里特·萊爾納                                                               | 2007年10月9日  | 18.03                 |
| 最後診斷：糞類圓線蟲病（托馬斯·史塔克）；伊維菌素不良反應（胡佛）                                                    |             |                                     |                     |                                                                                           |                |                       |
| 74 | 4           | 守護天使 Guardian Angels            | 傑蘭·薩拉菲揚       | 大衛·霍澤頓                                                                               | 2007年10月23日 | 18.10                 |
| 最後診斷：麥角中毒（艾琳）                                                                                           |             |                                     |                     |                                                                                           |                |                       |
| 75 | 5           | 魔鏡魔鏡 Mirror Mirror              | 大衛·普拉特         | 大衛·福斯特                                                                               | 2007年10月30日 | 17.29                 |
| 最後診斷：接觸豬糞便導致的附紅細胞體感染（羅伯特·艾略特）                                                            |             |                                     |                     |                                                                                           |                |                       |
| 76 | 6           | 不惜一切代價 Whatever It Takes      | 胡安·J·坎帕內拉     | 劇本創作 ：托馬斯·L·莫蘭 故事構思 ：托馬斯·L·莫蘭 & 彼得·布萊克                           | 2007年11月6日  | 18.17                 |
| 最後診斷：中暑和入院後的人爲鉈中毒以模仿脊髓灰質炎（凱西·阿方索）；大量食用巴西堅果導致的硒中毒（約翰）              |             |                                     |                     |                                                                                           |                |                       |
| 77 | 7           | 醜 Ugly                             | 大衛·斯特雷頓       | 肖恩·懷特塞爾                                                                             | 2007年11月13日 | 16.95                 |
| 最後診斷：萊姆病（肯尼·阿諾德）                                                                                      |             |                                     |                     |                                                                                           |                |                       |
| 78 | 8           | 你不想知道 You Don't Want to Know   | 萊絲莉·琳卡·格拉特  | 薩拉·赫斯                                                                                 | 2007年11月20日 | 16.88                 |
| 最後診斷：全身性紅斑狼瘡中的自體免疫性溶血性貧血（弗林） 未出場：詹妮弗·莫里森/艾莉森·卡梅倫 傑西·斯賓塞/羅伯特·蔡斯 |             |                                     |                     |                                                                                           |                |                       |
| 79 | 9           | 遊戲 Games                          | 傑蘭·薩拉菲揚       | 伊萊·阿蒂                                                                                 | 2007年11月27日 | 16.96                 |
| 最後診斷：麻疹（吉米·奎德）                                                                                          |             |                                     |                     |                                                                                           |                |                       |
| 80 | 10          | 謊言多絕妙 It's a Wonderful Lie     | 馬特·沙克曼         | 帕梅拉·戴維斯                                                                             | 2008年1月29日  | 22.56                 |
| 最後診斷：移位乳腺組織中的乳腺癌（瑪吉·阿徹）；臁瘡（梅蘭妮）                                                        |             |                                     |                     |                                                                                           |                |                       |
| 81 | 11          | 凍僵 Frozen                         | 大衛·斯特雷頓       | 麗茲·弗里德曼                                                                             | 2008年2月3日   | 29.04                 |
| 最後診斷：來自未修復趾骨骨折的脂肪栓塞（凱特·米爾頓） 未出場：傑西·斯賓塞/蔡斯                                       |             |                                     |                     |                                                                                           |                |                       |
| 82 | 12          | 永遠別改變 Don't Ever Change        | 傑蘭·薩拉菲揚       | 多麗絲·伊根 & 萊納德·迪克                                                                 | 2008年2月5日   | 23.15                 |
| 最後診斷：浮腎（羅茲） 未出場：詹妮弗·莫里森/卡梅倫                                                                  |             |                                     |                     |                                                                                           |                |                       |
| 83 | 13          | 不再是好好先生 No More Mr. Nice Guy | 傑蘭·薩拉菲揚       | 大衛·霍澤頓 & 大衛·肖爾                                                                   | 2008年4月28日  | 14.51                 |
| 最後診斷：恰加斯病（傑夫）                                                                                           |             |                                     |                     |                                                                                           |                |                       |
| 84 | 14          | 夢幻生活 Living the Dream           | 大衛·斯特雷頓       | 薩拉·赫斯 & 麗茲·弗里德曼                                                                 | 2008年5月5日   | 13.26                 |
| 最後診斷：奎寧過敏導致的過敏性血管炎（埃文·格里爾）                                                                  |             |                                     |                     |                                                                                           |                |                       |
| 85 | 15          | 豪斯的腦袋 House's Head             | 格雷格·伊亞伊塔内斯 | 劇本創作 ：多麗絲·伊根 故事構思 ：彼得·布萊克 & 大衛·福斯特 & 羅素·弗倫德 & 蓋里特·萊爾納 | 2008年5月12日  | 14.84                 |
| 最後診斷：來自牙科手術的空氣栓塞移位引發肌陣攣（巴士司機）                                                           |             |                                     |                     |                                                                                           |                |                       |
| 86 | 16          | 威爾遜的心 Wilson's Heart           | 凱蒂·雅各布斯       | 彼得·布萊克 & 大衛·福斯特 & 羅素·弗倫德 & 蓋里特·萊爾納                                   | 2008年5月19日  | 16.16                 |
| 最後診斷：急性腎衰竭（現稱急性腎損傷）導致的金剛烷胺中毒（安珀·沃拉基斯）                                            |             |                                     |                     |                                                                                           |                |                       |

## 備注
1. ↑  劇集英文原標題與弗蘭克·卡普拉1946年電影《生活多美好》標題僅有一字母之差。

## 擴展閲讀
- Holtz, Andrew.  [豪斯醫生的醫學科學]. 企鵝. 2006-10-03  [2019-07-23]. ISBN 978-0-425-21230-1 （英语）.
- Jacoby, Henry. William Irwin , 编.  [豪斯與哲學：人人都説謊]. 約翰威立. 2008-12-03. ISBN 0-470-31660-8 （英语）.
- Wilson, Leah.  [豪斯未授權：血管炎、出門診和醫生對病人的差勁態度]. 本貝拉圖書（英语：BenBella Books）. 2007-11-01  [2019-07-23]. ISBN 1-933771-23-2 （英语）.

## 外部連結
- 福克斯廣播公司上《豪斯醫生》的官方主頁（英文）
- 《豪斯醫生》各集列表 来自互联网电影数据库（英文）
- 《電視指南》上《豪斯醫生（页面存档备份，存于）》的劇集信息（英文）